# احمد آیت اواراب
احمد آیت اواراب (انگلیسی: Ahmed Aït Ouarab؛ زادهٔ ۷ اوت ۱۹۷۹) بازیکن فوتبال اهل فرانسه است.
از باشگاه‌هایی که در آن بازی کرده‌است می‌توان به باشگاه فوتبال کلرمون فوت، باشگاه فوتبال لو مان، و باشگاه فوتبال نیس اشاره کرد.